# 北島岬
北島 岬（きたじま みさき、2007年〈平成19年〉8月6日 - ）は、日本の俳優、モデル。千葉県出身。
スターダストプロモーション第三事業部所属 。

## 来歴
2023年8月号の雑誌『二コラ』から、メンズレギュラーモデルを務める。 
2024年1月6日、舞台『恋愛ラビリンス〜決別の十字架〜』で、舞台に初出演する。
2025年2月7日、映画『誰よりもつよく抱きしめて』で、高校時代の水島良城役を務め、映画に初出演する。4月25日、テレビドラマ『魔物 (마물)』第2話で、高校時代の源凍也役を務め、テレビドラマに初出演する。

## 人物
趣味は、カメラ。特技は、水泳、ピアノ、長距離走。

## 出演

### テレビドラマ
- 魔物 (마물) 第2話 - 最終話（2025年4月25日 - 6月13日、テレビ朝日） - 源凍也（高校時代） 役[1]

### 映画
- 誰よりもつよく抱きしめて（2025年2月7日） - 水島良城（高校時代） 役[5][2]

### 舞台
- 舞台『恋愛ラビリンス〜決別の十字架〜』（2024年1月6日 - 8日、赤坂CHANCEシアター）[1]

### CM・広告
- カンコー学生服「キービジュアル」（2023年8月1日 - ）[6]

### WEB番組
- 今日、好きになりました。第59弾「卒業編2024 in プーケット」（2024年1月8日 - 2月12日、ABEMA）[7][8]

## 書籍

### 雑誌連載
- 二コラ（2023年8月号 - 、新潮社） - メンズレギュラーモデル[1]